# 4681 Єрмак
4681 Єрмак (4681 Ermak) — астероїд головного поясу, відкритий 8 жовтня 1969 року.
Тіссеранів параметр щодо Юпітера — 3,204.